# Soro

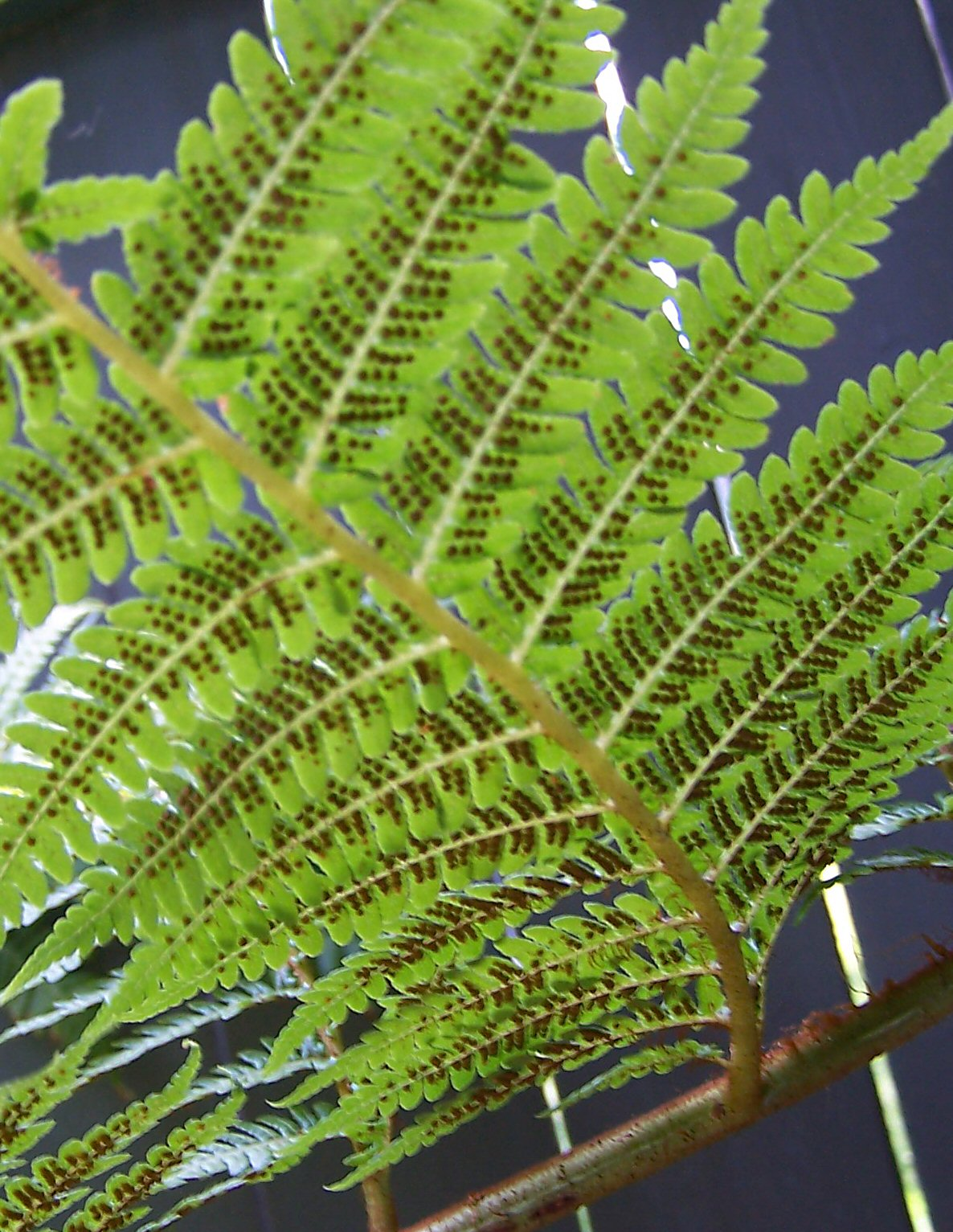
Face inferior de uma fronde fértil de Dicksonia antarctica. Cada estrutura circular castanha é um soro individual

Soro (latim: sorum, plural: sori) são agregados de esporângios, que por sua vez alojam os esporos.

## Descrição
Em botânica, chamam-se soros a órgãos que se formam em algumas espécies de pteridófitas, onde se desenvolvem os esporângios.
Nas samambaias, normalmente os soros formam-se na face inferior da folha. Em alguns casos, os soros possuem uma cobertura que protege os esporângios chamada indúsio.
Para além de serem encontrados em plantas, os soros também ocorrem em algas e fungos.

## Galeria

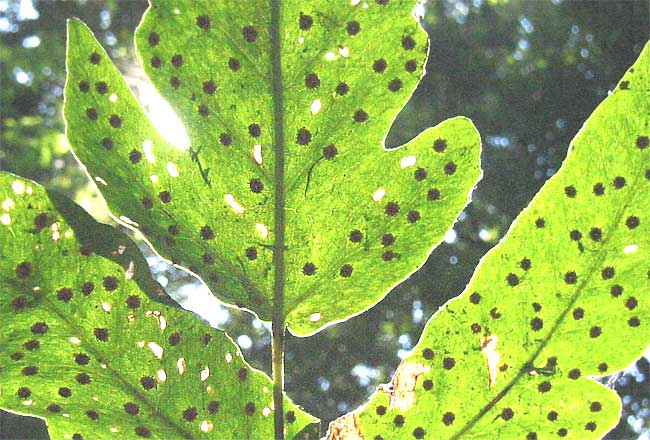
soro disperso
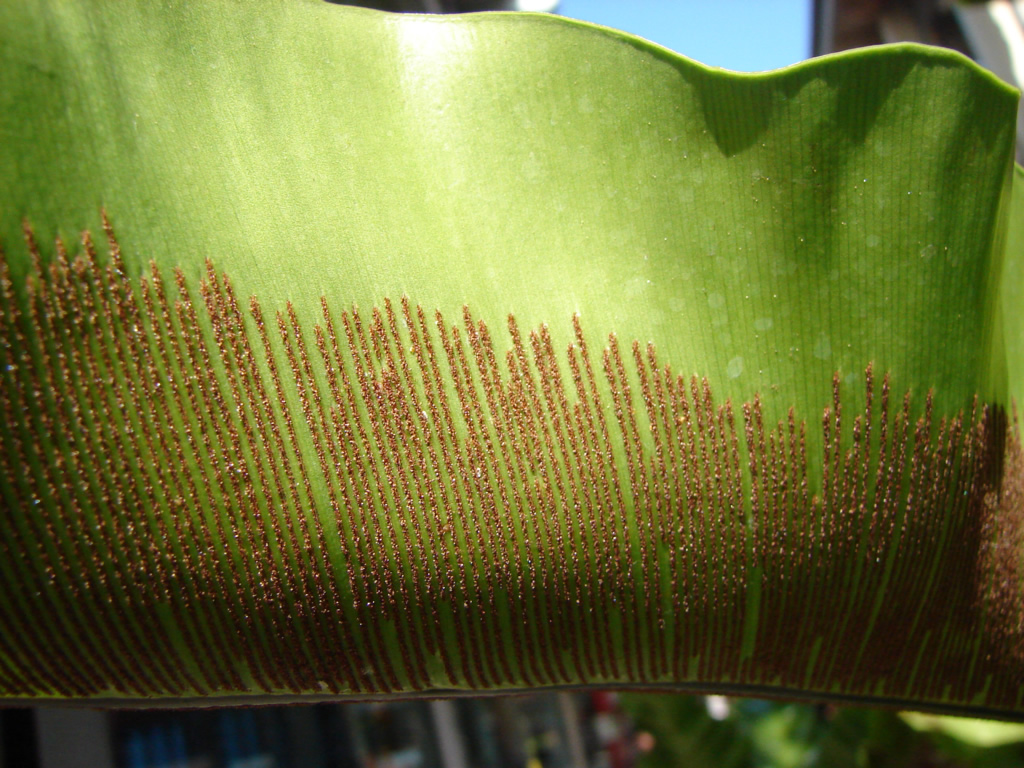
soros lineares
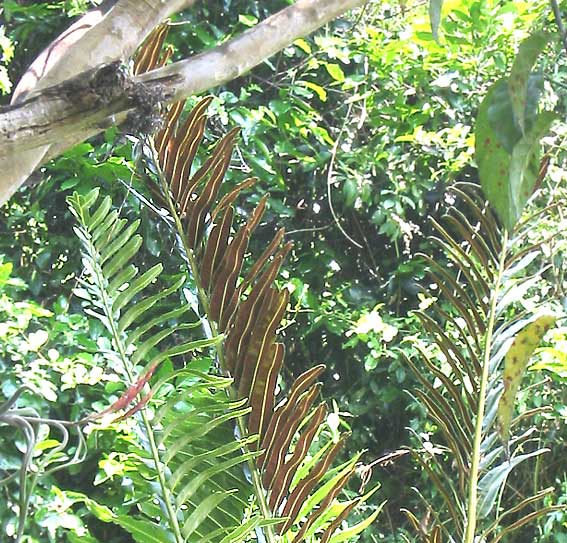
Soro cobrindo toda a parte inferior de uma folhagem
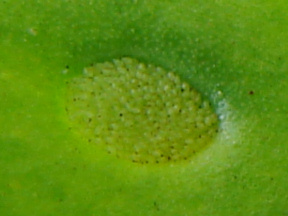
Samambaia soro com esporângios imaturos
Soros circulares com esporângios maduros
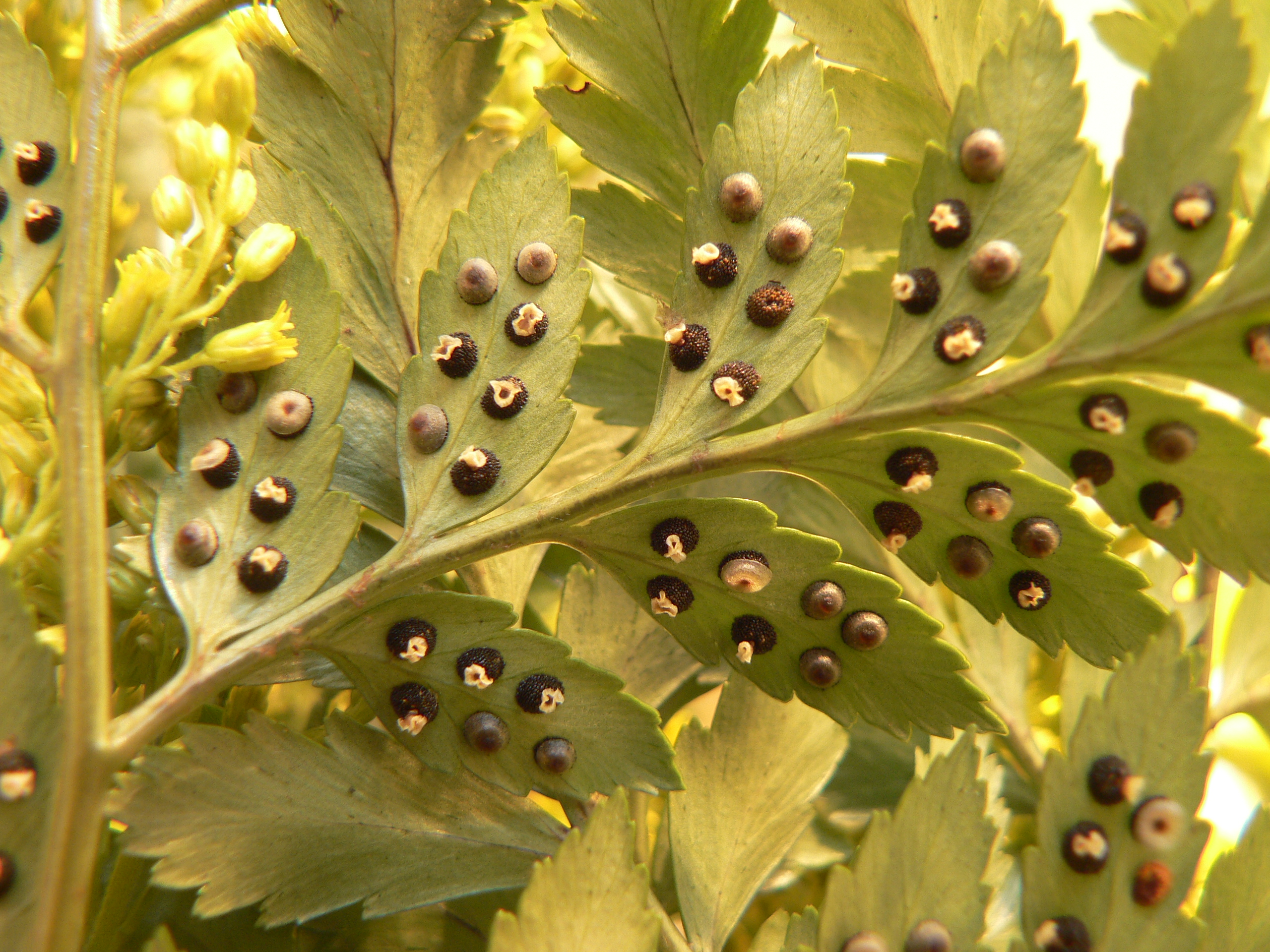
Soro com indusia em diferentes estágios de desenvolvimento.
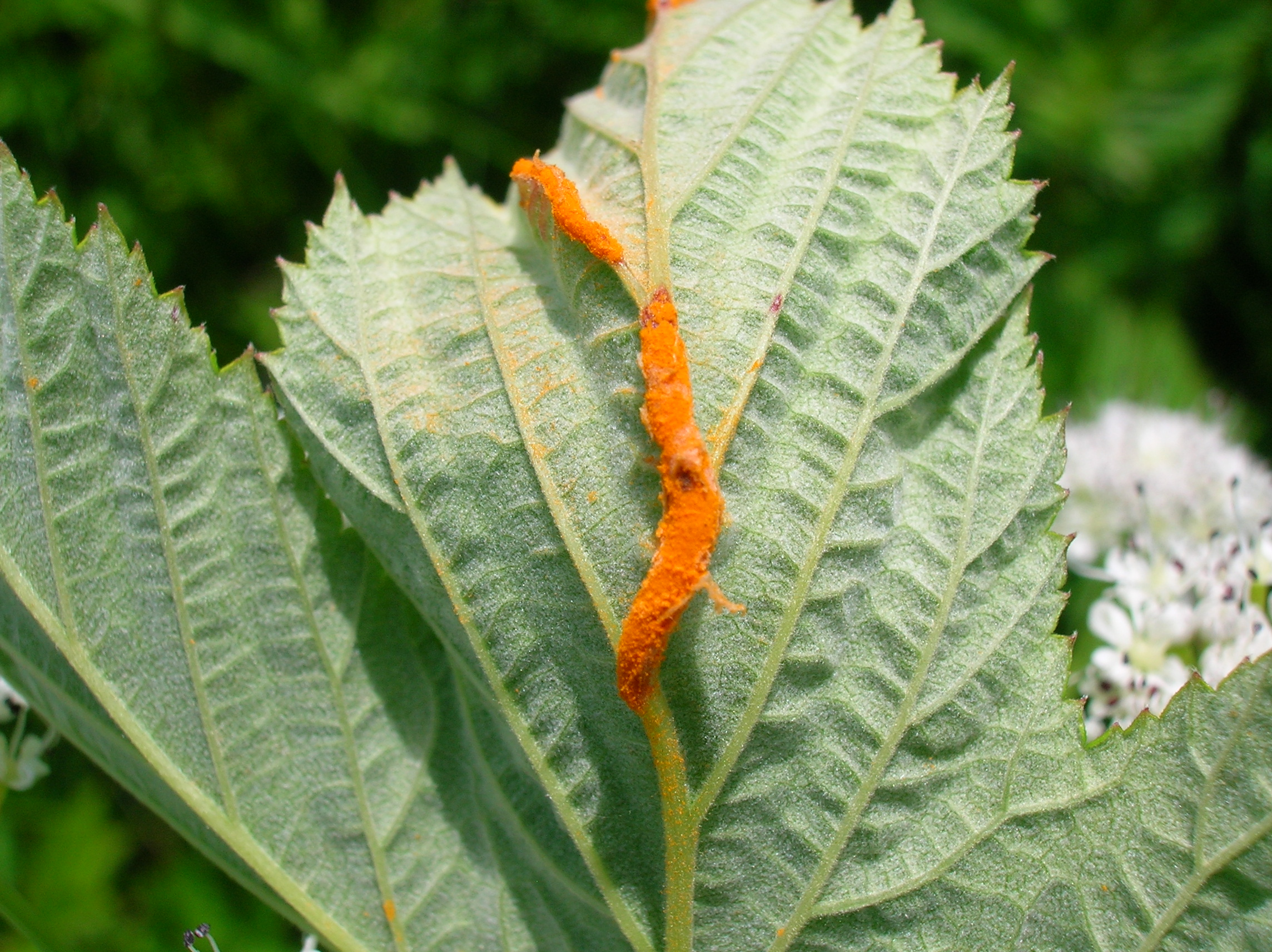
Soros fúngicos da galha Meadowsweet Rust
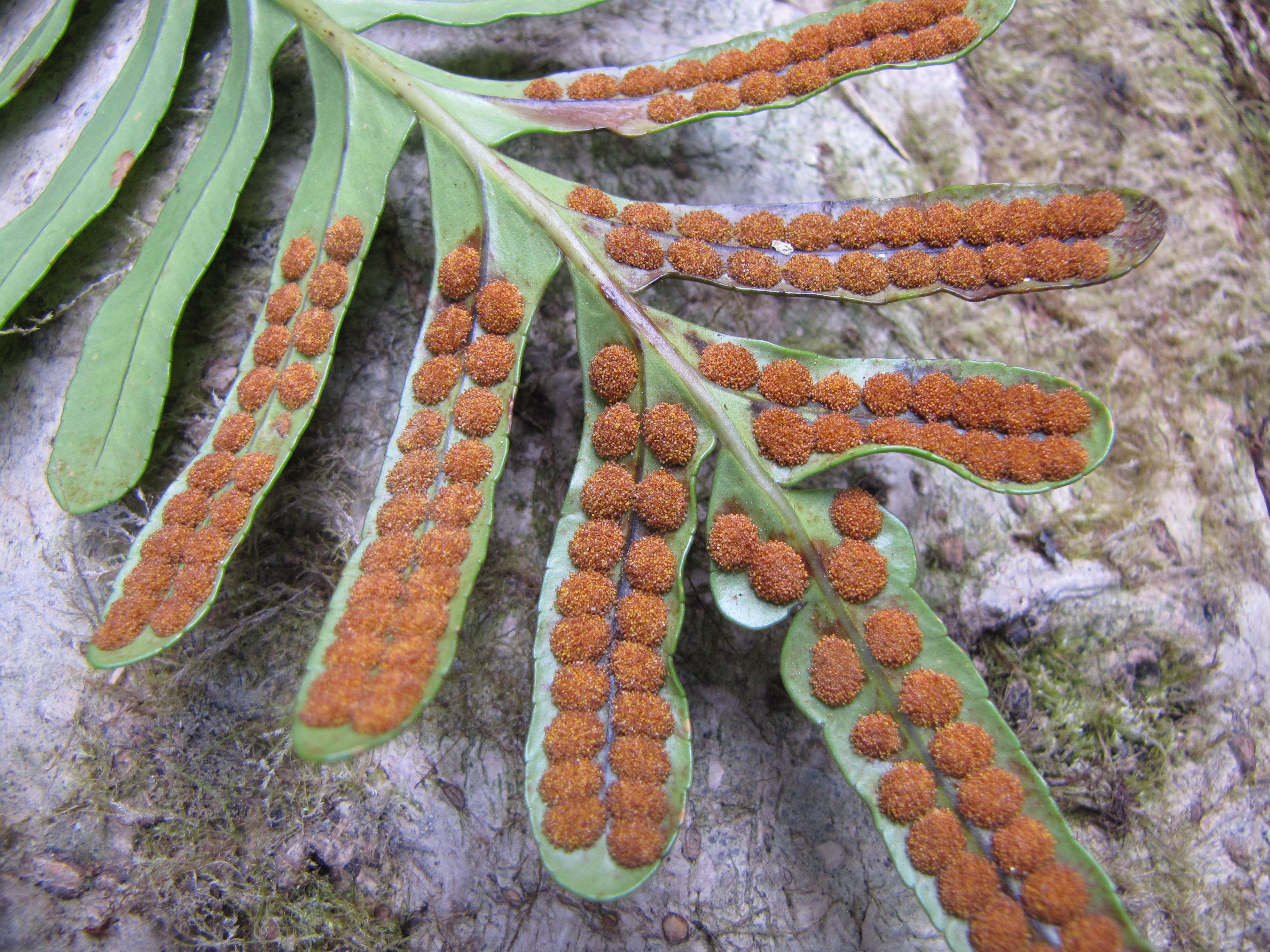
soro grande
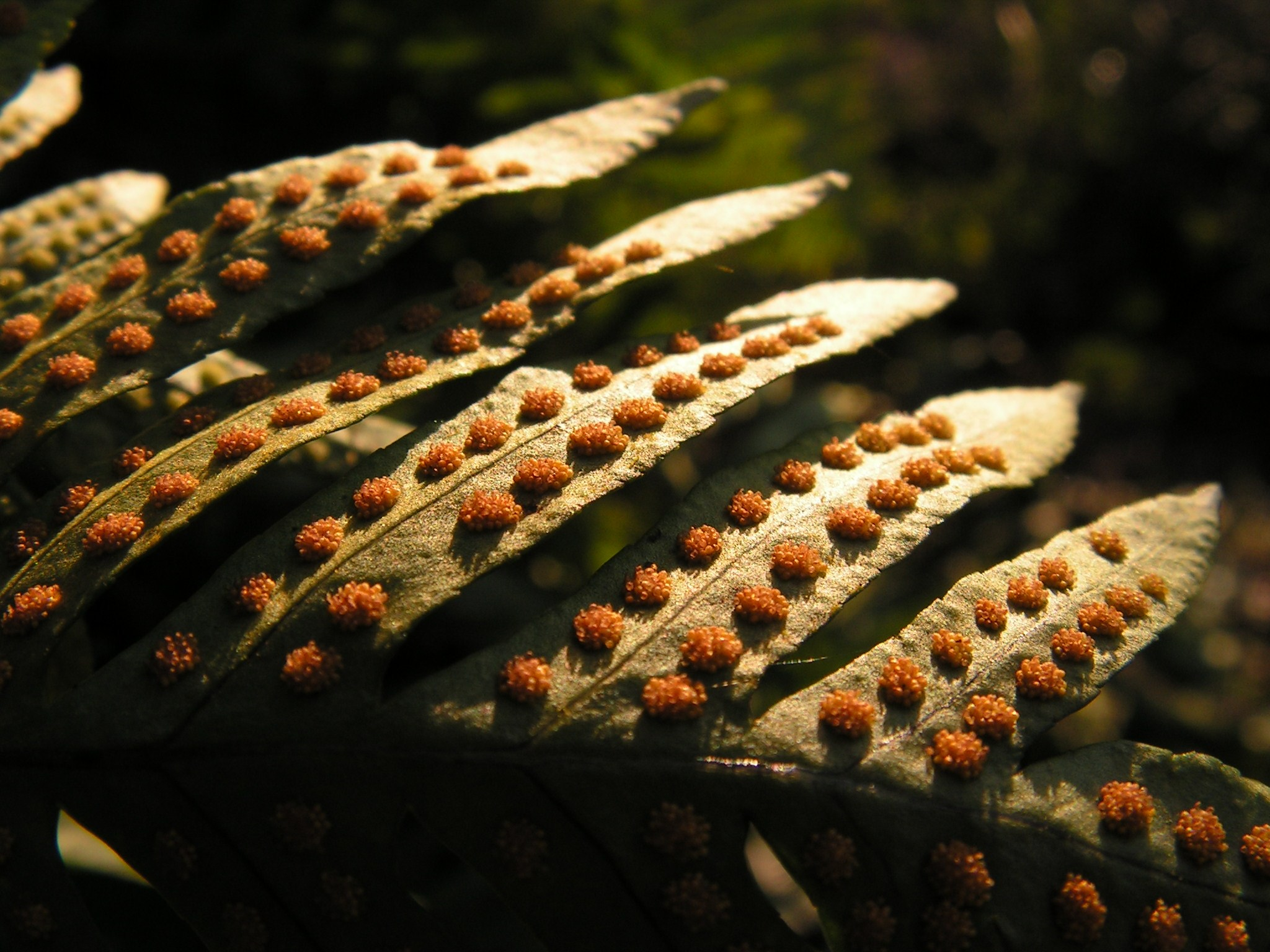
Polypodium vulgare